# تولونیدین
تولونیدین (به انگلیسی: Tolonidine) با فرمول شیمیایی C۱۰H۱۲ClN۳ یک ترکیب شیمیایی با شناسه پاب‌کم ۷۲۱۳۸ است. که جرم مولی آن ۲۰۹٫۶۷۵۳۸ می‌باشد. 